# Earl of Clare
Earl of Clare war ein erblicher britischer Adelstitel, der je einmal in der Peerage of England, der Peerage of Great Britain und der Peerage of Ireland verliehen wurde. Der Titel ist nach dem Ort Clare in Suffolk benannt.

## Verleihungen

Wappen der Earls of Clare (erster Verleihung)

Wappen des Earls of Clare (zweiter Verleihung)

Wappen des Earls of Clare (dritter Verleihung)

Erstmals wurde der Titel am 2. November 1624 in der Peerage of England von König Jakob I. an den ehemaligen Parlamentsabgeordneten für Nottinghamshire John Holles, 1. Baron Haughton, verliehen. Ihm war bereits am 9. Juli 1616 der fortan nachgeordnete Titel Baron Haughton, of Haughton in the County of Nottingham, verliehen worden. Dessen Urenkel, der 4. Earl, wurde am 14. Mai 1694 auch zum Duke of Newcastle-upon-Tyne und Marquess of Clare erhoben. Da dieser keine Söhne hinterließ, erloschen alle vier Titel erloschen bei seinem Tod am 15. Juli 1711.
In zweiter Verleihung wurde der Titel am 19. Oktober 1714 zusammen mit dem nachgeordneten Titel Viscount Haughton in der Peerage of Great Britain für Thomas Pelham-Holles, 2. Baron Pelham neu geschaffen. Er war ein Neffe des verstorbenen 4. Earls erster Verleihung. Am 11. August 1715 wurden ihm zudem die Titel Duke of Newcastle upon Tyne und Marquess of Clare verliehen. Alle Verleihungen erfolgten mit dem besonderen Zusatz, dass die Titel in Ermangelung eigener männlicher Nachkommen auch an seinen Bruder Henry Pelham (1696–1754) und dessen männliche Nachkommen vererbbar seien. Zudem hatte er 1712 den für seinen Vater 1706 in der Peerage of England geschaffenen Titel 2. Baron Pelham, of Laughton, geerbt. Da er selbst kinderlos blieb und sein Bruder bereits 1754 starb und nur Töchter hinterließ, erloschen die Titel bei seinem Tod am 17. November 1768.
In dritter Verleihung wurde der Titel am 12. Juni 1795 in der Peerage of Ireland an John FitzGibbon, 1. Viscount FitzGibbon verliehen. In der Peerage of Ireland waren ihm bereits am 6. Juli 1789 der Titel Baron FitzGibbon, of Lower Connello in the County of Limerick, und am 6. Dezember 1793 der Titel Viscount FitzGibbon, of Limerick in the County of Limerick, verliehen worden. Am 24. September 1799 wurde er in der Peerage of Great Britain zudem zum Baron FitzGibbon, of Sidbury in the County of Devon, erhoben. Alle seine Titel erloschen beim Tod seines jüngeren Sohnes, des 3. Earls, am 10. Januar 1864, da dessen einziger Sohn John FitzGibbon, Viscount FitzGibbon bereits 1854 als Lieutenant des 8. Husaren-Regiments bei der Attacke der Leichten Brigade in der Schlacht bei Balaklawa gefallen war.

## Liste der Earls of Clare

### Earls of Clare, erste Verleihung (1624)
- John Holles, 1. Earl of Clare (1564–1637)
- John Holles, 2. Earl of Clare (1595–1666)
- Gilbert Holles, 3. Earl of Clare (1633–1689)
- John Holles, 1. Duke of Newcastle, 4. Earl of Clare (1662–1711)

### Earls of Clare, zweite Verleihung (1714)
- Thomas Pelham-Holles, 1. Duke of Newcastle, 1. Earl of Clare (1693–1768)

### Earls of Clare, dritte Verleihung (1795)
- John FitzGibbon, 1. Earl of Clare (1748–1802)
- John FitzGibbon, 2. Earl of Clare (1792–1851)
- Richard FitzGibbon, 3. Earl of Clare (1793–1864)